# Euceros dentatus
Euceros dentatus är en stekelart som beskrevs av Barron 1978. Euceros dentatus ingår i släktet Euceros och familjen brokparasitsteklar. Inga underarter finns listade i Catalogue of Life.